# Răzbunătorii (film din 2012)
Răzbunătorii (titlu original Marvel's The Avengers, Marvel Avengers Assemble în Marea Britanie și Irlanda, sau simplu The Avengers) este un film american cu supereroi produs de către Marvel Studios și distribuit de Walt Disney Pictures, pe baza echipei de eroi din Marvel Comics cu același nume.  
Filmul este primul din franciza Răzbunătorii și al șaselea din Marvel Cinematic Universe (MCU). Cum filmul aduce împreună toți super-eroii din MCU de până acum, el reprezintă sfârșitul Fazei 1 a MCU, urmând ca filmele viitoare să alcătuiască Faza 2 și Faza 3 respectiv.
Filmul este scris și regizat de Joss Whedon, iar în rolurile principale interpretează actorii Robert Downey, Jr., Chris Evans, Mark Ruffalo, Chris Hemsworth, Scarlett Johansson, Jeremy Renner, Tom Hiddleston, Clark Gregg, Cobie Smulders, Stellan Skarsgård și Samuel L. Jackson. 
Dezvoltarea filmului Răzbunătorii a început când Marvel Studios a primit un împrumut de la Merrill Lynch în aprilie 2005. După succesul filmului Iron Man din mai 2008, Marvel a anunțat că Răzbunătorii va avea premierea în iulie 2011. După ce Johansson a semnat în martie 2009, filmul a fost devansat pentru a fi lansat în 2012. Whedon a fost adus în cadrul echipei de producție în aprilie 2010 și a rescris scenariul original creat de Zak Penn. Producția filmului a început în aprilie 2011 în Albuquerque, New Mexico,înainte de a se muta la Cleveland, Ohio, în August și în New York City în septembrie. Filmul a fost convertit la formatul 3D în faza de post-producție.

## Povestea
Asgardianul Loki se întâlnește cu The Other, liderul unei rase extraterestre, cunoscută sub numele de Chitauri. În schimbul preluării Tesseractului, o sursă puternică de energie cu potențial necunoscut,  The Other îi promite lui Loki o armată cu care să poată cuceri Pământul. 
Nick Fury, directorul agenției de spionaj S.H.I.E.L.D., și agentul său locotenent, Maria Hill, sosesc la o unitate de cercetare izolată în timpul unei evacuări, unde fizicianul Dr. Erik Selvig conduce o echipă de cercetare care experimentează pe Tesseract. Agentul Phil Coulson explică faptul că obiectul a început să emită o formă neobișnuită de energie. Tesseractul se activează brusc și deschide o gaură de vierme, permițându-i lui Loki să ajungă pe Pământ. Loki fură Tesseractul și folosește sceptrul său primit de la The Other pentru a-i înrobi pe Selvig și câțiva alți agenți, inclusiv Clint Barton, pentru a-l ajuta în evadare.
Ca răspuns la atac, Fury reactivează inițiativa "Răzbunătorii". Agentul Natasha Romanoff este trimisă în Calcutta pentru a-l recruta Dr. Bruce Banner să urmărească Tesseractul prin emisiile sale de radiații gamma. Coulson îl vizitează pe Tony Stark pentru a-i readuce aminte de cercetările lui Selvig, în timp ce Fury îl recrutează pe Steve Rogers pentru misiunea de a recupera Tesseractul.
În Stuttgart, Barton fură iridiul necesar stabilizării puterii Tesseractului, în timp ce Loki creează o distragere, ducând la o scurtă confruntare cu Rogers, Stark și Romanoff, la urma căreia Loki se predă. În timp ce Loki este escortat într-un avion cu reacție S.H.I.E.L.D., Thor, fratele său adoptiv, sosește, atacă avionul și îl eliberează, sperând să-l convingă să-și abandoneze planul și să se întoarcă în Asgard. După o confruntare cu Stark și Rogers, Thor este de acord să îl lase pe Loki să fie închis pe transportatorul aerian al S.H.I.E.L.D. La sosire, Loki este imediat închis, în timp ce Banner și Stark încearcă să localizeze Tesseractul.
Răzbunătorii devin despărțiți, atât din punct de vedere a cum să se apropie de Loki, cât și de revelația că S.H.I.E.L.D. intenționează să valorifice Tesseractul pentru a dezvolta arme împotriva extratereștrilor ostili. În timp ce grupul se ceartă, Barton și ceilalți agenți controlați de Loki atacă transportatorul, dezactivând unul dintre motoarele sale și făcându-l pe Banner să se transforme în Hulk. Stark și Rogers lucrează împreună pentru a reporni motorul deteriorat, iar Thor încearcă să oprească daunele cauzate de Hulk. Romanoff se luptă cu Barton și îl lasă inconștient, distrugând astfel controlul minții al lui Loki. Loki îl ucide pe Coulson și scapă, aruncandu-l pe Thor din transportator, în timp ce Hulk cade la randul lui pe pământ și se transformă înapoi în Banner, după ce a atacat un avion de luptă S.H.I.E.L.D.  
Fury folosește moartea lui Coulson pentru a-i motiva pe Răzbunători să lucreze ca o echipă. Stark și Rogers își dau seama că, pentru Loki, învingerea lor nu va fi de ajuns; el vrea să-i învingă în public pentru a se arăta demn de a conduce Pământul. Loki folosește Tesseract și un dispozitiv construit de Selvig pentru a deschide o gaură de vierme deasupra turnului Stark prin care armata de Chitauri poate sosi din spațiu, începand astfel invazia.
Rogers, Stark, Romanoff, Barton și Thor luptă împreună pentru a apăra New York-ul, locația găurii de vierme. Banner sosește și el și se transformă în Hulk. Astfel, Răzbunătorii luptă ca o echipă cu Chitaurii, în timp ce evacuează civili. Hulk îl găsește pe Loki și îl bate, lăsandu-l inconștient. Romanoff ajunge la generatorul de gaură de vierme unde, împreună cu Selvig (eliberat de controlul minții lui Loki), începe să-l oprească folosind sceptrul lui Loki. Între timp, superiorii lui Fury de la Consiliul de Securitate Mondială încearcă să pună capăt invaziei lansând o rachetă nucleară către oraș. Stark interceptează racheta și o duce prin gaura de vierme către flota Chitauri. Racheta detonează, distrugând navă mamă Chitauri și dezactivând toți soldații rămași pe Pământ. Costumul lui Stark nu mai are putere, astfel că el cade înapoi pe pămant prin gaura de vierme, chiar înainte ce Romanoff să o închidă.  Hulk îl prinde și îl salvează, iar apoi Răzbunătorii îl confruntă împreună pe Loki, care se predă cu adevărat. 
În urma bătăliei, Thor îl duce pe Loki și Tesseractul în Asgard, în timp ce Răzbunătorii o iau fiecare pe drumul său, dar Fury își exprimă încrederea că se vor întoarce, când va fi nevoie de ei. 
Într-o scenă la mijlocul genericului, The Other îi spune stăpanului său despre atacul eșuat asupra Pămantului. Dar acesta, dezvăluit a fi Thanos, nu este supărat și doar zambește în tăcere.  Într-o altă scenă după credite, Răzbunătorii mănâncă în tăcere niște shawarma la un restaurant.

## Actori/Roluri

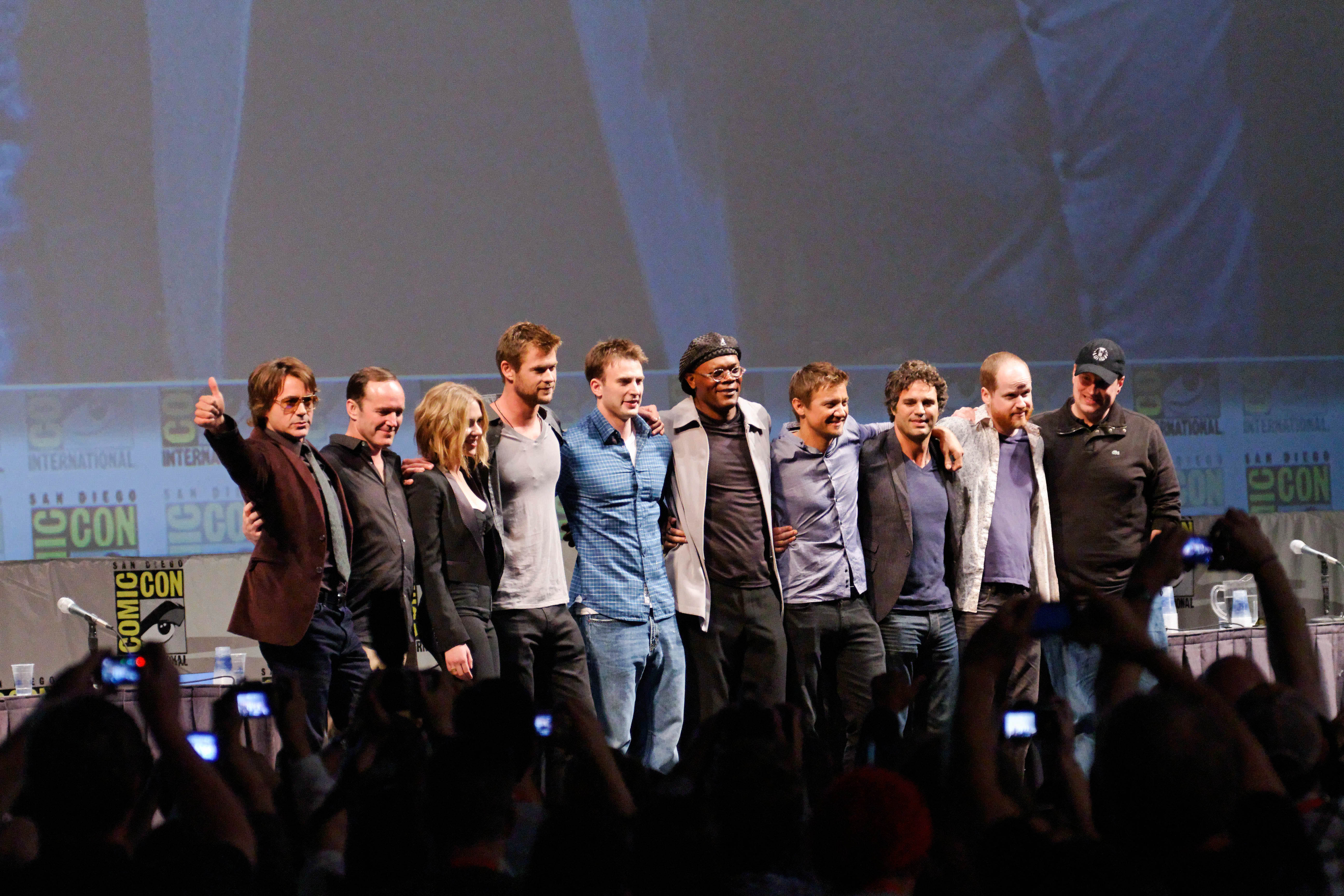
Cast of The Avengers at the 2010 San Diego Comic-Con International, with Joss Whedon and Kevin Feige.

- Robert Downey, Jr. este Tony Stark / Iron Man
- Chris Evans este Steve Rogers / Captain America
- Mark Ruffalo este Dr. Bruce Banner / Hulk
- Chris Hemsworth este Thor
- Scarlett Johansson este Natasha Romanoff / Black Widow
- Jeremy Renner este Clint Barton / Hawkeye
- Tom Hiddleston este Loki
- Clark Gregg este Phil Coulson
- Cobie Smulders este Maria Hill
- Samuel L. Jackson este Nick Fury

## Sequeluri

### Avengers: Age of Ultron
Un sequel, intitulat Avengers: Age of Ultron, regizat și scenarizat de Whedon, a fost lansat pe 1 mai 2015. Mulți actori din distribuție își vor relua rolurile, lor alăturânduli-se și Elizabeth Olsen ca Wanda Maximoff / Scarlet Witch, Aaron Taylor-Johnson ca Pietro Maximoff / Quicksilver, Paul Bettany ca Vision și James Spader ca Ultron.

### Avengers: Infinity War
În octombrie 2014, a fost anunțat Avengers: Infinity War ca și continuare a seriei, cu Partea 1 lansată pe 27 aprilie 2018 și Partea 2 programată pe 8 mai 2019.